# Damaliscus lunatus tiang
Il tiang (Damaliscus lunatus tiang Heuglin, 1863) è una sottospecie di damalisco comune originaria della savana sudanese orientale.

## Descrizione
Ha una lunghezza testa-corpo di 150-205 cm e misura circa 127 cm di altezza al garrese. Il peso si aggira sui 122 kg. Damalisco di grandi dimensioni, presenta una taglia intermedia tra quelle del korrigum (D. l. korrigum) e quelle del topi (D. l. jimela). Ha una colorazione generale baio-rossastra intensa, con riflessi violacei iridescenti. Le chiazze grigio cenere su spalle, anche e parte superiore delle zampe presentano riflessi rossastri e sono più estese che nel korrigum. 
La parte bassa delle zampe è di colore cannella brillante, diversamente che nel korrigum, dove è dello stesso colore del corpo. La faccia è grigio-bluastra con riflessi viola-rossastri. La coda - 40-60 cm - è piuttosto corta, tanto che arriva a malapena ai garretti, e presenta una cresta di peli neri sul suo terzo inferiore. Le corna a forma di lira, presenti in entrambi i sessi, sono spesse, piuttosto corte e fortemente anellate. Rispetto a quelle del korrigum sono più corte e un po' più sottili, e non si piegano improvvisamente verso l'alto all'estremità. Le differenze nelle dimensioni delle corna sono più nette che in altri damalischi.

## Distribuzione e habitat
Il tiang è diffuso nel sud del Ciad, nel nord della Repubblica Centrafricana, nel Sudan e nel Sudan del Sud, nell'Etiopia nord-orientale e nell'estremità nord-occidentale del Kenya. Vive nelle savane erbose e nelle praterie alluvionali, ma è presente anche nelle savane alberate.

## Biologia
Il korrigum vive in gruppi di 15-30 capi, ma talvolta, durante le migrazioni stagionali in cerca di nuova erba dopo le prime piogge, possono riunirsi anche mandrie di centinaia di esemplari. Si nutre principalmente di erba, evitando quella troppo bassa, e di poche piante erbacee. Molto gregario, spesso si associa ad altre specie, come zebre, gnu e alcelafi. Durante il periodo del calore i maschi riproduttivi sono particolarmente territoriali, e ciascuno di essi difende un'«area nuziale» ben definita dalle intrusioni degli altri maschi, ma attraverso la quale femmine e giovani possono transitare liberamente. Dopo la stagione degli amori i branchi si sciolgono, e maschi e femmine formano gruppi propri. Esclusivamente pascolatore, è in grado di sopravvivere nutrendosi di erbe secche che altre antilopi evitano di mangiare. È dotato di vista, udito e olfatto ben sviluppati ed è un corridore molto veloce, probabilmente in grado di raggiungere le stesse velocità del sassaby. Nel Sudd, le pianure alluvionali ad est del Nilo, tiang e kob effettuano migrazioni spostandosi da nord a sud e viceversa: i primi si dirigono dalla Duk Ridge fino alle pianure alluvionali del fiume Kidepo, i secondi dalle Guom Swamps fino al Boma Plateau. L'incontro di queste due specie, a cui si associano anche redunche e gazzelle di Mongalla, nel punto in cui i loro tragitti si intersecano costituisce un evento spettacolare. Tuttavia, sembrerebbe che le rotte migratorie di questi animali stiano subendo variazioni in risposta alle attività antropiche.

### Riproduzione
Dopo una gestazione di 210 giorni la femmina dà alla luce un unico piccolo, che viene svezzato a partire dai 4 mesi di età. La maturità sessuale viene raggiunta a 1,5-2 anni nelle femmine e a 3-4 anni nei maschi. La speranza di vita è di 14 anni. Vi è una stagione della riproduzione ben definita, ed i piccoli nascono alla fine della stagione secca, alla fine di marzo. Il piccolo di solito rimane nascosto tra l'erba fino a quando è forte abbastanza da seguire il branco.

## Conservazione
L'Unione Internazionale per la Conservazione della Natura (IUCN) classifica il tiang come specie a rischio minimo (Least Concern). Nel 2007 è stato stimato che nel solo Sudan del Sud ve ne fossero 160.000 capi. Tuttavia, è possibile che da allora il numero di esemplari sia diminuito, soprattutto a causa della caccia. Un quarto degli esemplari vive all'interno di aree protette: nel parco nazionale di Zakouma e nelle riserve di Salamat e Aouk in Ciad, nel parco nazionale del Manovo-Gounda St. Floris nella Repubblica Centrafricana, nel parco nazionale del Dinder in Sudan, nel parco nazionale di Boma in Sudan del Sud, nei parchi nazionali dell'Omo e di Mago in Etiopia e nel parco nazionale di Sibiloi in Kenya.